# Kalová laguna

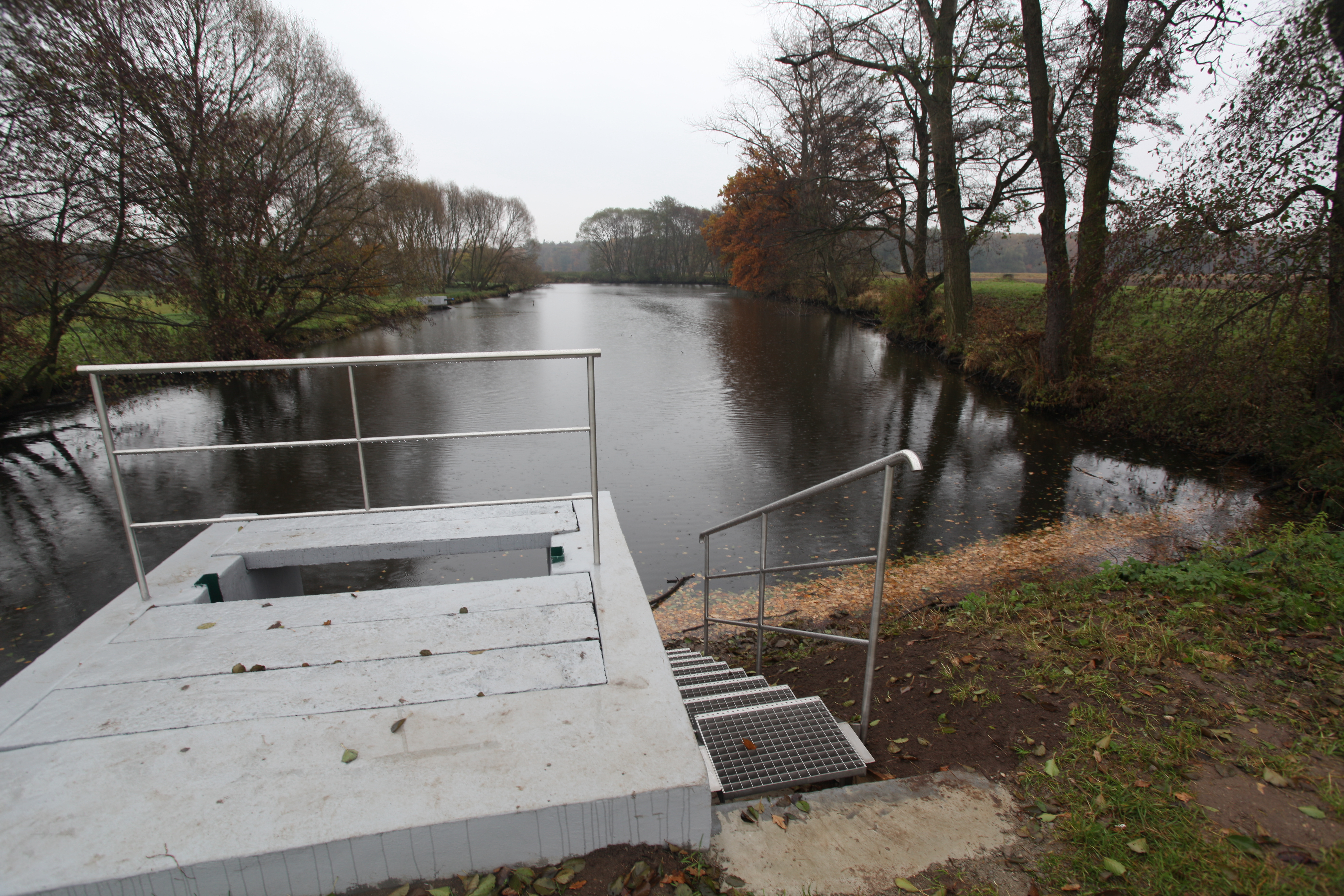
Kalová laguna Sojovice, vodní zdroj Káraný

Kalová laguna je nádrž, která slouží k odkalování vody, tedy k čištění vody sedimentací kalů. Ty se mohou po určité době vytěžit a dále zpracovávat.

## Praktické využití
Tímto způsobem se například čistí propírací vody odželezovny v úpravně vod Káraný, které do sebe nachytají vysrážené železo. To poté sedimentuje v kalové laguně na dno, zatímco čistá voda odtéká přepadem do řeky Jizery.